# خانه حاج رئیس
خانه حاج رئیس مربوط به دوره قاجار است و در بوشهر، خیابان گمرک شنبدی، جنب مسجد، پلاک ۶ واقع شده و این اثر در تاریخ ۷ مرداد ۱۳۸۲ با شمارهٔ ثبت ۹۲۷۸ به‌عنوان یکی از آثار ملی ایران به ثبت رسیده است.